# Gnathopalystes ignicomus
Gnathopalystes ignicomus là một loài nhện trong họ Sparassidae.
Loài này thuộc chi Gnathopalystes. Gnathopalystes ignicomus được Ludwig Carl Christian Koch miêu tả năm 1875.